# 渣打集團
渣打集團（LSE：STAN，港交所：2888，OTCBB：SCBFF
）是一家總部位於英國倫敦的跨國銀行集團。
渣打集團是一間國際銀行集團，於全球增長最迅速的市場，擁有逾150年歷史，在英国本土的市場佔有率卻偏低，且在英國未有提供給個人客戶的零售銀行業務，其最大股東為新加坡政府財團淡馬錫控股，持股約11.6%。其大約90%的收入及溢利來自亞洲、非洲及中東地區，並為這些地區帶動投資、貿易及創造財富的客人及企業服務。

## 歷史
渣打銀行由兩家英國海外銀行合併而成。他們分別是：
1. 英屬南非標準銀行
2. 印度新金山中國渣打銀行。

渣打銀行是在維多利亞女王的特許（即Chartered的英文原義）下於1853年建立。直到1858年2月倫敦總行正式開始營業。同年，渣打銀行在孟買開出了第一家分行，加爾各答以及上海（當年7月）緊隨其後設立分行。1858年，香港分行和新加坡分行分別成立。初期以經營英、印、澳三角貿易為主。由於其上海分行首任經理為麥加利（John Mackellar），故長時期其在中國的銀行名稱為麥加利銀行。1892年上海分行由江西路遷到外灘的新麗如銀行地址。1900年代早期，渣打銀行成為第一家獲准在紐約開展業務的外國銀行。太平洋戰爭爆發後，日軍委託日本三井銀行接管上海分行，停止對外營業。二次大戰結束，又在上海復業。1949年後除上海分行由中國政府批准為“指定銀行”，經營外匯業務外，在中國的其他分支機構均告停業。為中國改革開放前僅存的上海兩家英資銀行之一。
標準銀行於1863年在南非港開張。從1890年代至1910年代期間，標準銀行在非洲開設多家分行，但一部分因經營困難而被關閉。

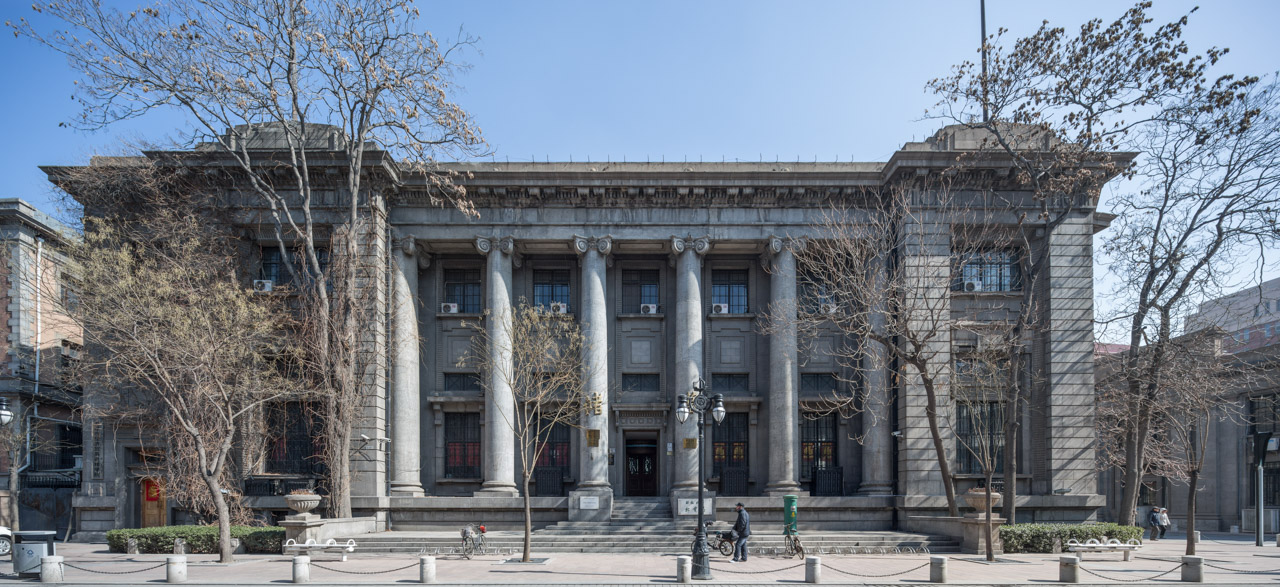
始建于1924年的麦加利银行（渣打银行）天津分行大楼

1956年，Chartered Bank of India，Australia and China（印度新金山中國渣打銀行）名稱簡化為Chartered Bank（渣打銀行）。
1957年，渣打銀行收購東方銀行（Eastern Bank），獲得其在亞丁、巴林、貝魯特、塞浦路斯、黎巴嫩、卡塔爾和阿拉伯聯合酋長國的分行網點。
1950年代中期，標準銀行在非洲擁有約600間分行及辦事處。1965年，在與原英屬西非銀行（Bank of British West Africa）合併後，其網絡得到充分擴張。英屬西非銀行在尼日利亞、加納、塞拉利昂、喀麥隆和岡比亞擁有分行。
1969年，標準銀行和渣打銀行合併，成立標準渣打股票上市公司（Standard Chartered PLC，現稱渣打集團有限公司）。
渣打隨後收購英國的霍奇集團（Hodge Group）和華萊士兄弟集團（Wallace Brothers Group）。渣打股票上市公司成立之後，它的分支機構遍及歐洲、阿根廷、加拿大、巴拿馬、尼泊爾和美國。渣打收購了三家美國銀行，其中包括加利福尼亞聯合銀行（Union Bank of California），使得渣打獲得了進入巴西和委內瑞拉的機會。
1985年2月，渣打銀行的英文名由「The Chartered Bank」改為「Standard Chartered Bank」，與控股公司看齊。1986年，英國駿懋銀行意圖對渣打進行惡意收購，最終由包玉剛及邱德拔聯手拯救。
渣打銀行在1987年將持有的三成九標準銀行股權悉數出售，使標準銀行完全成為南非背景的銀行。
1990年代，渣打繼續擴張其網絡，分別於1990年、1992年、1993年和1995年在越南、柬埔寨、伊朗、坦桑尼亞和緬甸開設新的分支機構。
2000年4月27日渣打與澳盛銀行（ANZ）達成協議， 收購 Grindlays於中東及南亞區的業務， 以及其附屬的Grindlays私人銀行業務。但估計為13.4億美元，其中包括價值7.5億美元的商譽在內，全以現金付款。
2005年1月10日渣打銀行以33億美元併購南韓第一銀行，這是標準渣打成立逾140年來最大一筆併購案。
2006年3月28日新加坡國有投資公司淡馬錫控股宣布，從邱德拔遺產信託手上，收購渣打銀行的1.52億股份，即佔渣打股權的11.55％，成為渣打的大股東。
2006年7月18日渣打银行收购巴基斯坦第六大銀行联合银行（Union Bank），交易价值至少为5亿美元。
2006年11月3日渣打銀行成功收購新竹國際商業銀行（竹商銀）以擴充在台灣業務版圖。
2007年9月18日渣打銀行同意以8.6億美元向美國運通集團收購美國運通銀行，但不包括美國運通信用卡。
2007年10月5日渣打收購全球油氣領域最大的專業投資銀行公司Harrison Love grove，這是一家專門為購併上游石油資產及公司提供顧問服務的投行公司，營運中心位於莫斯科、吉隆坡等地。從1999年成立以來，這家投行公司已經成功促成了約200億美元交易。
2007年10月17日渣打收購韓國基金管理公司A Brain 80%股權。
2007年12月3日，渣打集團收購飛機租賃融資公司Pembroke Group，以此提升渣打融資解決方案，以應對亞洲、非洲以及中東市場對飛機租賃不斷增長的需求。據悉，這家總部位於柏林的Pembroke投行公司，旗下擁有飛機組合79項，資產總值達4.27億美元。
2008年1月12日渣打銀行同意以1.6億美元向韓國存款保障局收購南韓互惠儲蓄銀行Yeahreum Mutual Savings Bank。
2008年5月2日渣打銀行向國際金融公司增持亞洲商業銀行 (越南)6.16％的股份和7.10％的可轉換債券通過這次收購，渣打集團擁有的亞洲商業銀行的普通股股份將會從8.84％上升到15.00％，擁有亞洲商業銀行可轉換債券份額從8.76％上升到15.86％。
2008年11月13日渣打收購摩根大通嘉誠旗下的嘉誠亞洲有限公司（Cazenove Asia）。
2008年11月24日渣打集團供股集資每91股供30股，每股390便士（約合45.11港元）發售約4.70億新股集資17.79億英鎊（約合206億港元）。香港股東每股供股價為45.11港元。
2008年11月25日，渣打11月24日中午突然停牌，並公佈以近乎三供一比例供股，供股價為每股45.11港元，較停牌前在本港的股價88港元，大幅折讓49%，料發行4.7億股新股，淨額集資約207億港元，而是次供股不影響今年度末期股息。
2009年7月2日渣打收購非洲併購諮詢公司First Africa Group Holdings Limited 75%股權。完成後，渣打於First Africa權益增至100%。渣打早在2006年10月就收购了First Africa 25%的股权，此次再度出手，购得了该公司的剩余股份。
2009年8月4日渣打以每股13.6英鎊（約178.5港元）累計投標方式，向機構投資者配售7500萬股新股，集資淨額10.07億英鎊（131.9億港元）。
2009年9月12日英國泰晤士報報導渣打與英超球會利物浦簽下一紙4年的贊助合約，贊助費為破記錄的8000萬鎊。利物浦亦在2009年9月13日於官方網站宣佈渣打將會成為球隊由2010年到2014年英超球季的球衣贊助商。
2010年2月25日渣打收購美國通用金融（香港）。
2010年4月28日渣打收購巴克萊在非洲的證券託管銀行業務。截至2010年12月底，該筆交易涉及總資產約300萬美元，受託管顧客資產達到約62億美元。
2010年5月7日渣打股東已經通過有關印度上市計劃的股份分配安排。渣打銀行也是印度最大的外資銀行，在當地開業152年，擁有94間分行和1.7萬名員工。
2010年6月17日渣打銀行與中國農業銀行簽署《戰略合作備忘錄》，建立戰略合作伙伴關係，冀共同開拓銀行產品及服務領域。渣打集團在中國農業銀行IPO交易中﹐同意認購5億美元的H股。
2010年7月12日渣打銀行收購新加坡從事租購融資貸業務的GE Commercial Financing（Singapore），但未有透露具體作價，而所購的業務基本的總資產於2009年年底價值1.83億坡元（約10.28億港元）。
2010年10月13日渣打銀行以八供一股，每股供股價1280便士，相當於156.82港元，供股集資約399.1億港元。
2011年1月24日渣打收購通用金融（GE Capital）全資子公司、新加坡汽車和個人貸款供應商GE Money Pte. Ltd.。
渣打未說明交易的具體金額﹐不過表示﹐截至2009年底﹐所收購相關業務的總資產規模為23.5億新元（約合18.1億美元）。
2011年3月1日渣打銀行與香港證監會及金管局就解決雷曼ELN（股票掛鈎票據）達成協議。渣打將動用14.8億元回購雷曼ELN，力圖把雷曼事件劃上句號。在持有未到期雷曼ELN的2200多名渣打客戶當中，大約有九成五符合回購計畫要求。
2011年3月18日宣布關閉位於韓國的27間分行，佔當地整體分行6.4%，現時渣打第一銀行在韓國共有418間分行。
2011年3月21日渣打集團透過渣打毛里裘斯分行入股印度聯合證券交易所（The United Stock Exchange of India，USE）3%股權，成為首家投資於該交易所的外資行，惟未有透露交易金額等交易細節。
2011年7月16日渣打集團收購希臘Piraeus Bank持有98%的埃及附屬Piraeus Bank Egypt S.A。Piraeus Bank Egypt截至3月底止，資產總值達13.8億歐羅。
2011年7月20日渣打銀行旗下私募基金，以250億盧比（約22億令吉）收購印度RJ企業旗下Varun Beverages的5%股權，該公司為百事可樂位於南非最大型的裝瓶（Bottler）生產商。
2012年3月16日瑞銀集團、中信資本與渣打銀行合共斥资54億元（人民幣）入股中國信達8.54%。
伊拉克央行2013年9月4日公布，已經正式批准渣打集團（2888）到該國開設分行，有助促進該國石油及天然氣等國際貿易業務。
2019年1月30日渣打集團遭紐約州金融服務部罰款4000萬美元，指該行曾試圖操縱外匯交易，更透露渣打的交易員有參與一個被視為「賊窩」的網上私人聊天室，與其他地方的交易員共享機密訊息，從而操縱匯價。
2019年12月13日渣打集團以19萬億元印尼盾（等值13億美元或101.47億港元出售印尼Permata銀行44.56%股權給盤谷銀行，交易完成後將不再擁有Permata的任何股權。
2021年12月21日渣打集團被指就治理和有關特定PRA流動性預期的管控進行監管報告方面存在缺陷，遭英國審慎監管局（PRA）罰款4655萬英鎊。這是在僅由PRA進行的執法案件中，歷來金額最大的罰款。
2022年2月9日渣打银行（中国）有限公司因违反信用信息查询相关管理规定，被中国人民银行上海分行处以人民币230万元罚款。一同被罚的还有时任渣打中国零售信贷部（个人金融信贷部）（中国）信贷总监陈燕来。处罚信息显示，陈燕来对渣打中国上述违法违规行为负有责任，被处以罚款人民币10万元。

## 渣打近年集資一覽
2008年11月24日，宣佈供股，以折讓49%的45.11元配售價、按91供30方式集資近18億英鎊。
2009年8月4日，宣佈配股，以累計投標方式向機構投資者配售7500萬股新股，配售價13.6英鎊，折讓2.2%，集資10.2億英鎊。
2010年10月13日，宣佈供股，基準為8供1，每股供股價1280便士，折讓32%，集資32.58億英鎊。
2015年11月3日，宣佈供股，基準為7供2，每股供股價465便士，集資33億英鎊。

## 亞洲地區業務

### 香港

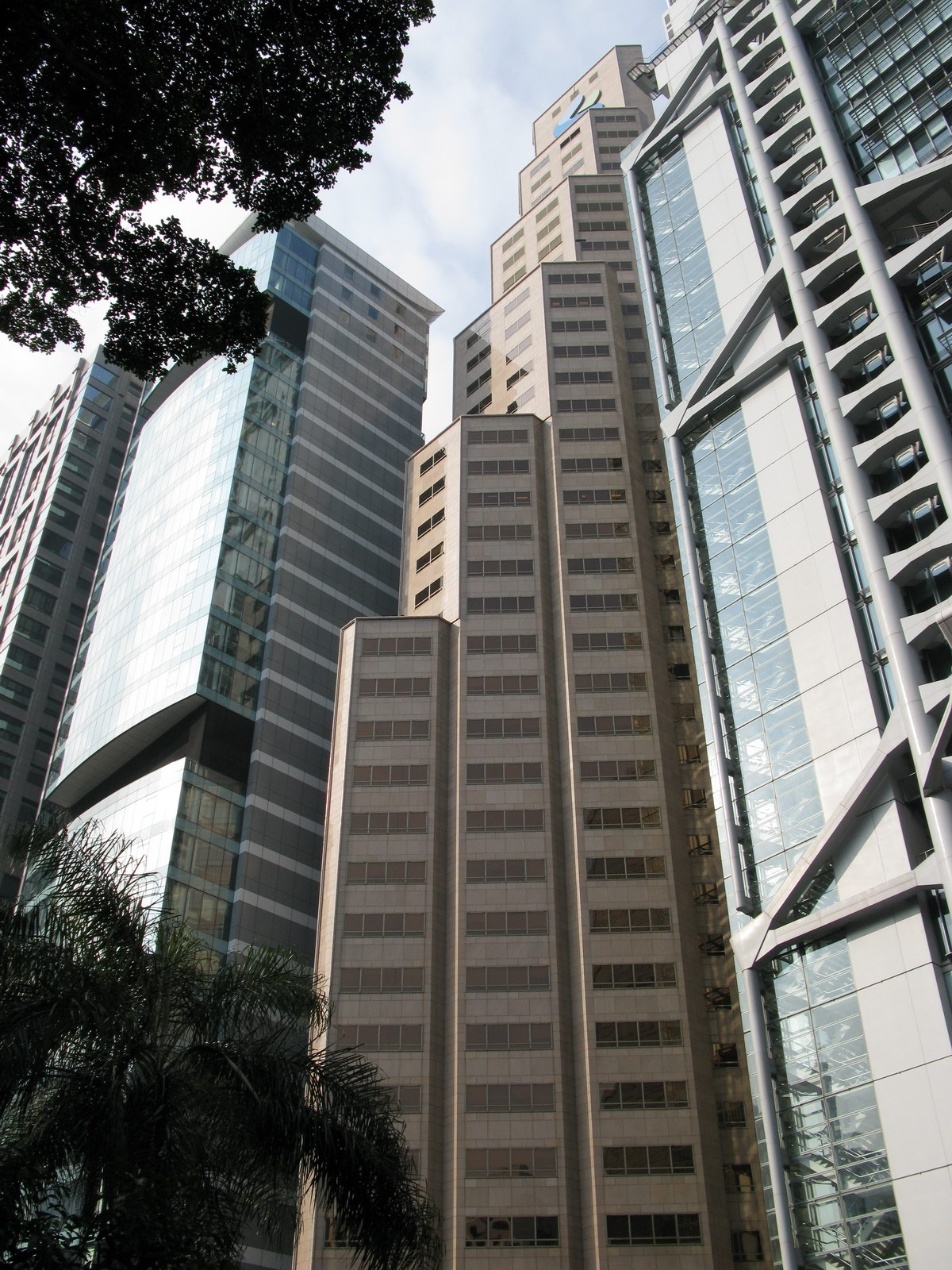
渣打银行（香港）中環總行（渣打銀行大廈）

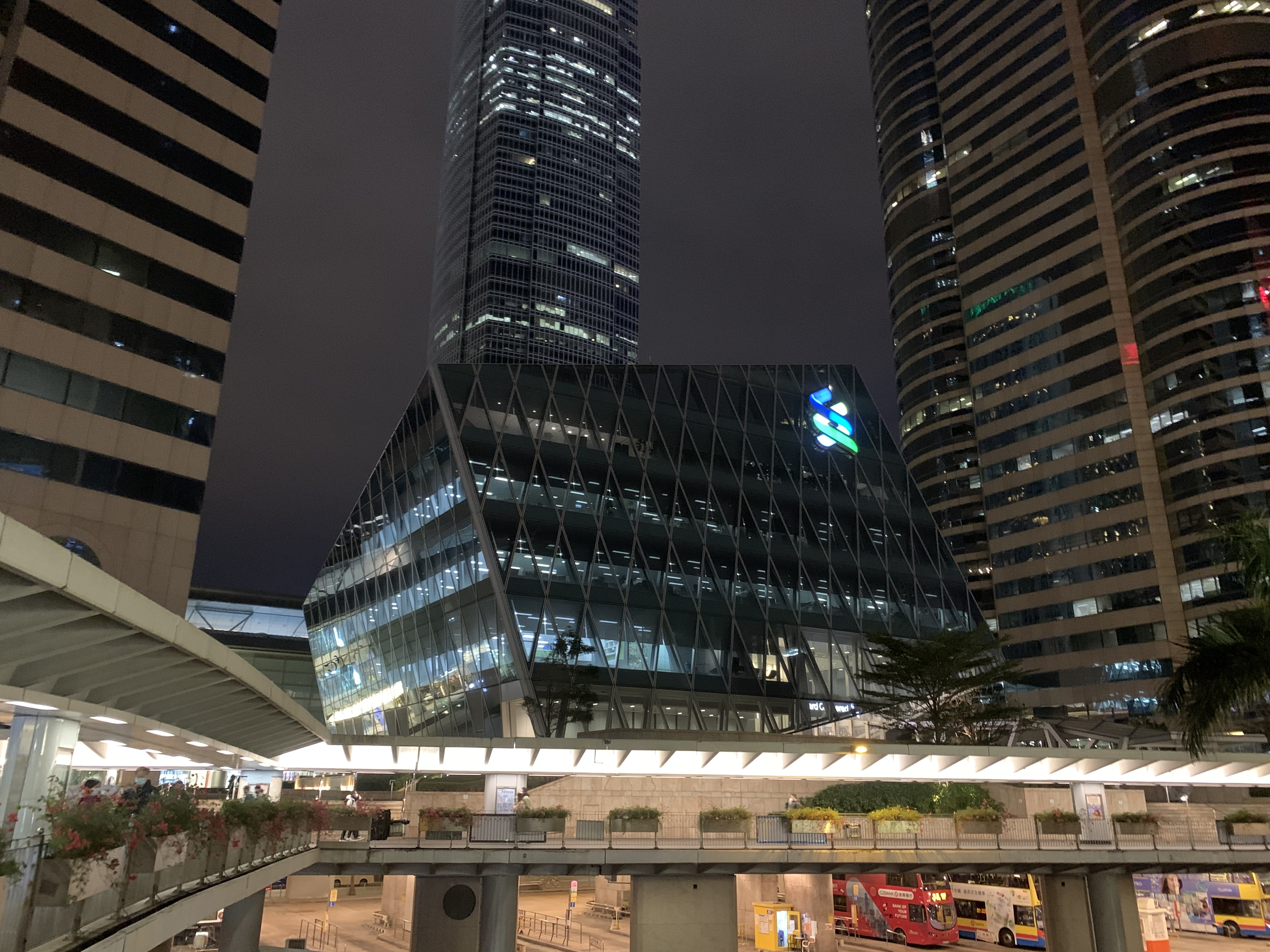
渣打银行（香港）交易广场分行

渣打銀行（香港）是香港三家发钞银行之一，另外两家是香港上海汇丰银行和中國銀行（香港）。
香港是渣打最大的市場，早於1859年，渣打銀行已經開始在香港開展業務；1862年開始發行港元鈔票。現時為香港銀行公會3間主席銀行之一。
1987年，舊渣打香港總部拆卸（但1988年至1992年間發行的渣打銀行鈔票還有舊渣打香港總部的圖案），而新廈渣打銀行大廈於1990年春季建成。
2000年，美國大通銀行（現為摩根大通成員）的香港零售銀行業務以及Chase Manhattan Card均被渣打銀行收購。
渣打銀行於2004年7月1日完成在香港註冊的手續，並將渣打銀行香港分行、Manhattan Card Company Limited、Standard Chartered Finance Limited、Standard Chartered International Trade Products Limited及Chartered Capital Corporation Limited的業務注入在香港註冊的渣打銀行（香港）有限公司旗下。
2004年5月28日，香港立法會修訂《法定貨幣紙幣發行條例》，決定由當年7月1日開始廢除渣打銀行為發鈔銀行，將發鈔權正式轉移至其香港分公司渣打銀行（香港）有限公司。由於這個原因，2005年1月1日渣打银行不再發行鈔票（香港上海滙豐銀行有限公司及中國銀行（香港）有限公司仍繼續發行鈔票），直至2010年1月1日發行新版鈔票為止。
2009年為紀念渣打在香港成立150周年，發行全球首張面值港幣一百五十元鈔票。

### 中國大陸

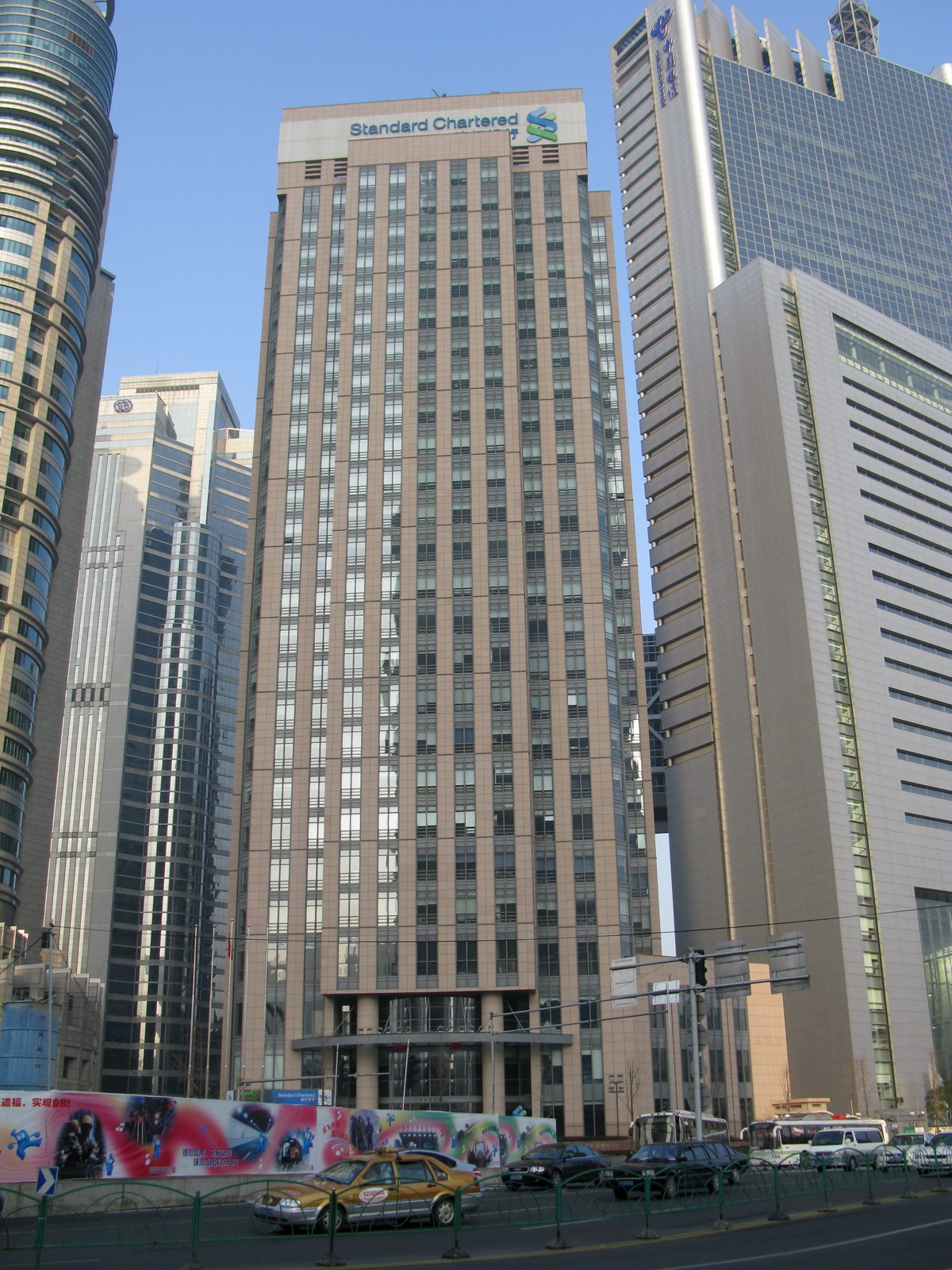
渣打银行（中国）收購位於上海市浦东新区陆家嘴开发大厦，重新命名為渣打银行大厦，現為渣打银行（中国）上海分行

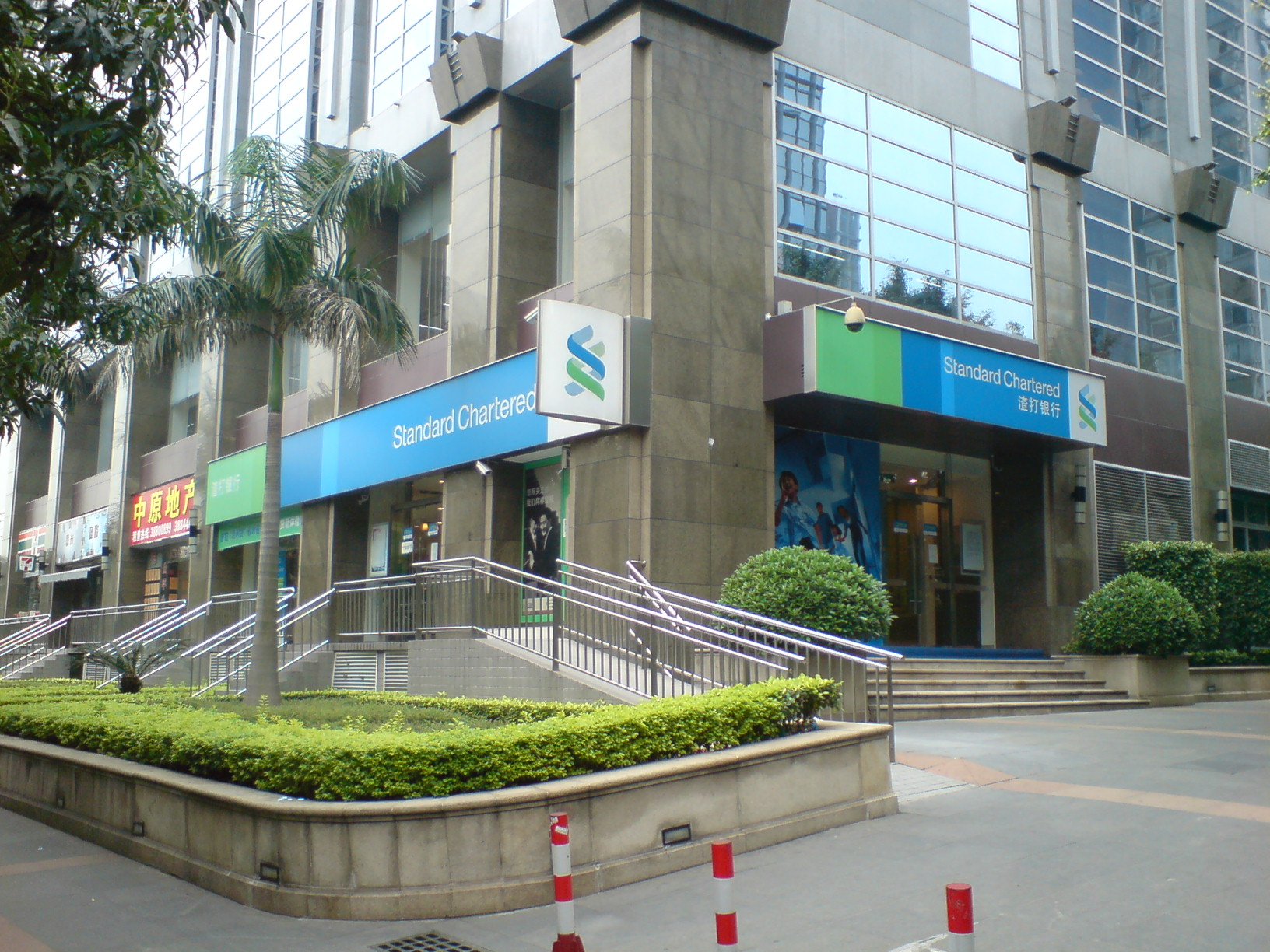
渣打银行（中国）广州天河支行旧址

目前渣打银行在中国大陸24座城市設有24家分行、67家支行及1家村鎮銀行，分別位於上海、北京、天津、南京、广州、深圳、珠海、厦门、福州、成都、苏州、重庆、太原、南昌、青岛、杭州、宁波、武汉、西安、佛山、呼和浩特、济南、沈阳和长沙。
渣打银行是最早在中國大陆设立分行的外资银行之一（1858年），并且从未中断过在中國大陆的业务运营（文革等特殊时期除外）。总部原址上海外滩18号，后迁至浦东陆家嘴上海招商局大厦，現時已迁至渣打银行大厦。大廈位于上海浦東證券大廈以西、電信大廈與中保大廈之間，與中國第一高樓環球金融中心隔街相望，已于2008年全面建成投入使用。
2001年中國大陆正式加入世貿組織，此后5年，銀行業的保護期結束。從2006年12月11日起，中國大陆向外資銀行開放對中國大陆境內公民的人民幣業務，並取消開展業務的地域限制以及其他非審慎性限制。渣打银行隨即向中國銀監會提交在中國內地註冊及人民幣業務牌照的申請，並於2007年3月29日成立渣打银行（中国）有限公司。
渣打銀行香港旗下安信信貸在深圳經營小額信貸服務多年，據深圳安信小額貸款有限公司網上資料所載，該公司總部位於深圳福田中心，是經深圳市府批准，根據《深圳市小額貸款公司試點管理暫行辦法》，取得在深圳行政轄區內合法經營的首家外資專業小額貸款機構。現時安信已在深圳設立10間分行，為個人消費者、個人創業者、個體戶及中小企，提供小額信貸服務。

### 台灣

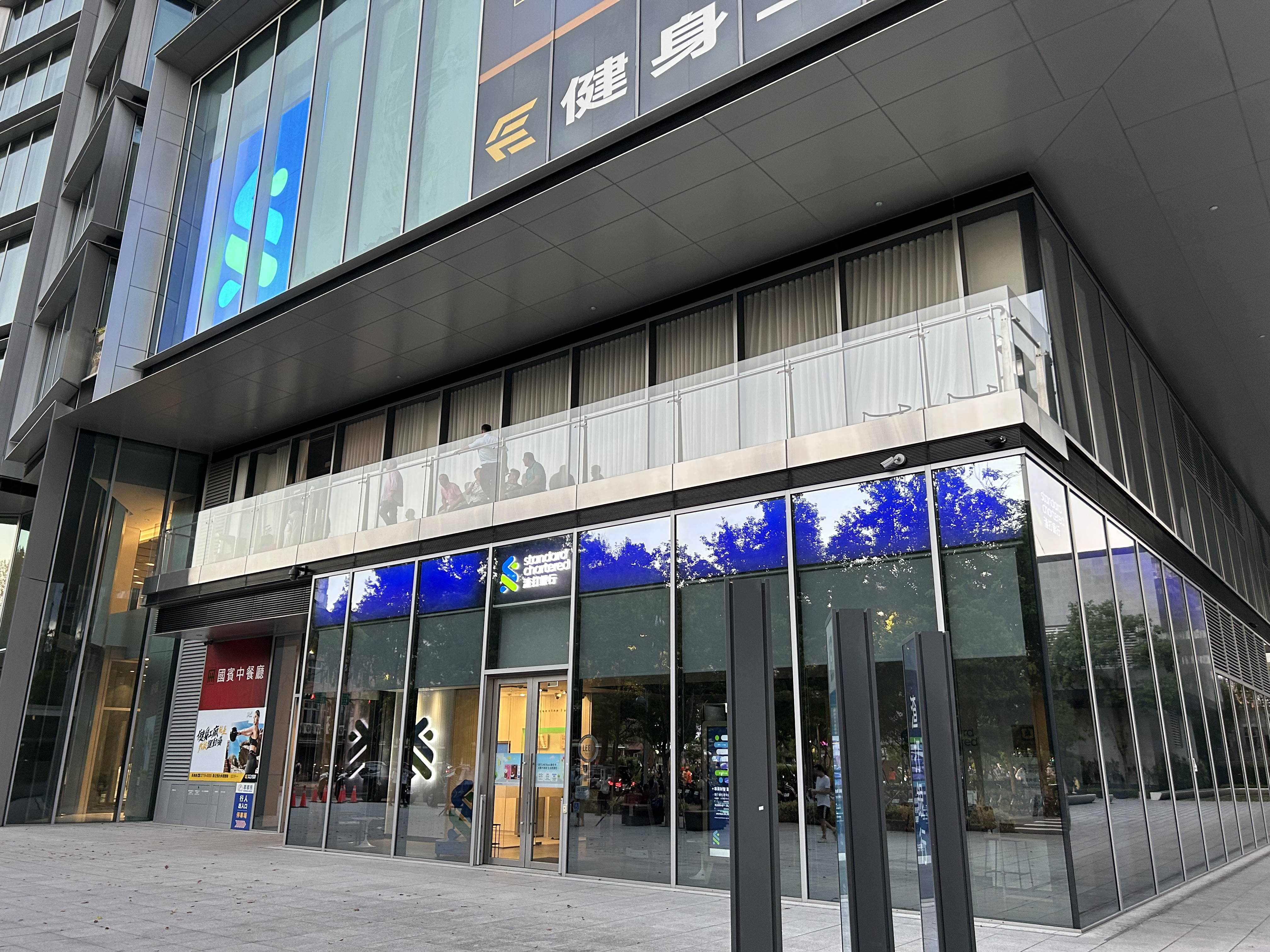
渣打國際商業銀行台北營業部

渣打國際商業銀行為渣打銀行臺灣子公司。截至2010年6月30日，渣打國際商業銀行共設有88家分行，存款5251亿新台幣，贷款3295亿新台幣，2010年上半年稅前盈餘28.21億新台幣。
- 1985年，渣打銀行在臺北市開設臺灣第一家分行，金融機構代碼為083。
- 2006年9月29日，渣打集團宣布，渣打銀行將以每股新台幣24.5元公開收購新竹國際商業銀行100%股權。當時渣打集團已持有新竹國際商業銀行20.81%股權，渣打集團預計2006年10月底前在公開市場再收購新竹國際商業銀行30%以上股權[12]。
- 2006年11月3日，渣打集團宣布透過成功公開收購新竹國際商業銀行，奠定了渣打集團在亞洲策略佈局的里程碑，同時也使得台灣成為渣打集團的第四大市場。
- 2007年3月27日，新竹國際商業銀行宣布將更名為渣打國際商業銀行股份有限公司，成為渣打集團成員。原新竹國際商業銀行董事長吳志偉被任命為渣打國際商業銀行第一任董事長。
- 2007年6月30日，英商渣打銀行股份有限公司台北分公司正式併入渣打國際商業銀行，英商渣打銀行台北分公司在臺灣所有資產與營業全部讓與新竹國際商業銀行；新竹國際商業銀行為存續銀行，於2007年7月2日正式更名為渣打國際商業銀行股份有限公司繼續營運，總部仍設於新竹市東區中央路106號（已裁撤）；渣打國際商業銀行在臺灣擁有86家分行。渣打國際商業銀行股份有限公司登記為臺北市中山區遼寧街177號及179號
- 2008年5月，原英商渣打銀行台北分公司之金融機構代碼083停用，全面改為052。
- 2008年8月1日，美國運通銀行在臺北及高雄分行正式併入渣打國際商業銀行，渣打國際商業銀行分行數增為88家。
- 2008年10月7日，渣打國際商業銀行以中央存款保險公司賠付新台幣33.48億元標得亞洲信託投資股份有限公司，在臺灣擁有90家分行。
- 2008年12月27日，渣打國際商業銀行正式概括承受亞洲信託。[13]

渣打國際商業銀行廣告代言人：
- 蔡依林：「渣打優先理財」（2018年）

### 日本
渣打銀行1880年在橫濱市開設了第一家代表處，至目前有約270名員工。在東京分行（千代田區山王公園塔）和丸之內分行提供廣泛的金融服務。

#### 洗錢案
2004年2月2日，渣打銀行東京分行在指定黑幫山口組的前五棱會附屬高利貸集團洗錢案中，根據《有組織犯罪懲處法》進行的可疑交易，受到行政處罰，包括因未發出通知而部分暫停運營至少一年。
根據金融廳說法，2003年2月至7月，多次有人頻繁帶入大量貼現金融債券並索要現金時，分行沒有確實確認客戶身份也未通知金融廳。
根據《銀行法》，該行被處分自2004年2月27日起暫停新的證券託管業務。
根據《身份驗證法》和《銀行法》，銀行被責令改進，以確保徹底遵守法律。對此，財政部決定，自27日起，該分行不再參與國債招標，直至處分解除。

### 南韓
渣打银行击败汇丰，收购了韩国第一银行（Korea First Bank），其後易名為渣打第一銀行。

## 爭議
2012年中，美國紐約州金融服務廳（New York State Department of Financial Services）認為渣打銀行涉嫌協助及隱瞞伊朗客戶的交易，違反該國防止洗黑錢的法例。監管當局與銀行最終達成和解協議，銀行方面會支付3.4億美元的罰款及建立相應的監控系統。

## 外部連結
- Standard Chartered Bank （页面存档备份，存于）（英文）
- 渣打銀行香港 （页面存档备份，存于）（繁體中文）
- 渣打银行中国 （页面存档备份，存于）（简体中文）
- 渣打國際商業銀行 （页面存档备份，存于）（繁體中文）
- 渣打銀行日本 （页面存档备份，存于）（日語）